# Планктон
Планктонът (от старогръцки: πλαγκτός – „блуждаещ, реещ се“) е съвкупност от организми, които населяват водния слой и нямат връзка с дънния субстрат. Те извършват бавни движения или се носят пасивно от водата. Обикновено са дребни. Според мястото им в трофичните взаимоотношения в планктона се различават съобществата (екологичните групи) на фитопланктона, съставен от растения, зоопланктона – съставен от животни и бактериопланктона – съставен от бактерии които редуцират мъртвото органично вещество – отново до неорганични минерални съединения, усвоявани отново от „растенията“ в планктона – фитопланктона – и така трофичния кръг в планктобиоценозата се затваря. Планктонът в своето разпространение стига до най-големите дълбочини в океаните. Планктонът е важно звено в кръговрата на веществата, храна за множество организми (риби, китове и др.).
В зависимост от размерите си се поделят:
- Мегалопланктон – 10 mm (медуза)
- Макропланктон – 1 – 10 mm (мекотели, хайверни зърна)
- Мезопланктон – 0,5 – 1 mm (ракообразни зоопланктери)
- Микропланктон – 30 μm-0,5 mm (едри фитопланктери)
- Нанопланктон – 2 μm -30 μm (едноклетъчни фитопланктери)
- Пикопланктон – под 2 μm (бактериални организми)

Зоопланктон-още малко информация за видовете планктони
Зоопланктонът (от немски: Zooplankton) е съставен от дребни животински организми, живеещи във водата. Заедно с фитопланктона, той е съставна част на планктона и важен елемент от водната екосистема. Състои се от протозои, инфузории, дребни членестоноги и мекотели, ларви на водни животни и др. Хищно поведение Всички планктонни организми, които вместо да фотосинтезират се изхранват от други организми са броят към категорията на зоопланктона. Групата се дели на растителноядни и месоядни. Към растителноядните се броят видовете, които се изхранват с фитопланктон, докато месоядни биват наричани тези подвидове на зоопланктона, които се изхранват със зоопланктон (т.е. вид канибализъм).

## Разпространение
Планктонът обитава океаните, моретата и езерата. Местното изобилие варира хоризонтално, вертикално и сезонно. Основната причина за тази променливост е наличието на светлина. Всички планктонни екосистеми се разчитат на слънчевата енергия, ограничавайки на първичното производство до повърхностните води и до географските области и сезони с обилна светлина. Друга променлива е наличието на хранителни вещества. Макар големи области на тропичните и субтропичните океани да получават много светлина, те имат относително ниска първична продукция, тъй като предлагат ограничени хранителни вещества като нитрати, фосфати и силикати. Това се дължи на мащабните океански течения и стратифицикацията на водната колона. В такива райони първичната продукция обикновено се случва на по-голяма дълбочина, макар и по-бавно (поради намалената слънчева светлина).
Въпреки значителната си концентрация на хранителни вещества, някои океански области са непродуктивни. Желязото като микроелемент е дефицитно в тези области, а добавянето му може да доведе до образуването на водорасли, оцветяващи водите. Желязото достига океана основно чрез прах, попадащ върху повърхността му. Поради тази причина, океанските води в близост до непродуктивна и пустинна суша обикновено имат високи нива на фитопланктон, като например източните води на Атлантика, получаващи прах от Сахара чрез пасати.
Планктонът е най-изобилен на повърхността, но живее в цялата водна колона. На дълбочина, при която не се случва първична продукция, зоопланктонът и бактериопланктонът консумира органичен материал, потъващ от по-горните продуктивни слоеве на водата. Този поток от потъващ материал, наречен морски сняг, може да особено висок след края на пролетните цъфтежи.

## Екологично значение

### Хранителна верига
Освен че представляват най-ниските нива на хранителната верига, издържаща комерсиално значимите рибарници, планктонните екосистеми играят роля в биогеохимичния цикъл на множество важни химични елементи, включително и въглеродния цикъл на океана.

### Кръговрат на въглерода
Основно чрез консумация на фитопланктон, зоопланктонът предоставя въглерод към планктонната хранителна мрежа чрез клетъчно дишане, отдавайки метаболична енергия, или след смъртта си под формата на биомаса или детрит. Органичният материал като цяло е по-плътен от водата, така че потъва при екосистемите в открито море, транспортирайки въглерод със себе си. Този процес се нарича „биологична помпа“ и е една от причините океаните да представляват най-големите абсорбатори на въглерод на Земята. Доказано е обаче, че той се влияе от повишаването на температурата.
Може да се окаже възможно да се увеличи поемането от океаните на въглероден диоксид (CO2), създаден от човешка дейност, като се увеличи продукцията на планктон чрез торене с железни микроелементи. Все пак, тази техника може да се окаже непрактична в голям мащаб. Изчерпването на океанския кислород и произтичащата от него продукция на метан е един от възможните недостатъци.

### Производство на кислород
Фитопланктонът приема енергия от Слънцето и хранителни вещества от водата, за да произвежда своя собствена енергия. В процеса на фотосинтеза, фитопланктонът отделя молекулен кислород (O2) във водата като отпадъчен вторичен продукт. Изчислено е, че около 50% от кислорода на Земята се произвежда чрез фитопланктонна фотосинтеза. Останалата част се произвежда от растенията на сушата. Освен това, фотосинтезата на фитопланктона контролира атмосферния баланс между CO2 и O2 още от ранен докамбрий.